# Tillandsia cacticola
Tillandsia cacticola là một loài thuộc chi Tillandsia.

## Giống
- Tillandsia 'Splendid'